# Slitaz
SliTaz GNU/Linux — це мінімалістична Linux Операційна система, що фокусується на базовій системі із BusyBox, JWM, FLTK, ФФ та іншим мінімалістичним ПЗ. Повністю завантажується в оперативну пам'ять.
SliTaz має багато спільного з Damn Small Linux, але менший за розміром і заснований на пізніших ядрах Linux 2.6.
Має дуже маленький розмір 30 мб. Це із графічним середовищем і підтримкою мережі.
SliTaz має добру підтримку — форум [Архівовано 3 березня 2009 у Wayback Machine.] та Wiki російською, англійською та іншими мовами (українська тільки в проекті). На форумі є міжнародний розділ, однак українська мова (поки що) не підтримується.

## Список ПЗ
Версія 1.0:
- Kernel 2.6.24
- ALSA мікшер, аудіо-програвач та CD ріпер / кодер
- Xvesa — X server
- JWM — графічний віконний менеджер
- WBar — графічне меню
- BusyBox — * aterm — terminal
- FLTK — графічні бібліотеки
- glibc — стандартні бібліотеки
- udev — віртуальна система
- SSH клієнт та сервер (Dropbear)
- Чат, пошта та FTP клієнти
- cron demon — планувальник запуску задач
- Mozilla Firefox
- Web сервер LightTPD (CGI та підтримка PHP)
- Database Engine (SQLite)
- CD або DVD інструменти для запису, редагування тощо
- Елегантний десктоп (Openbox)

## Системні вимоги
мінімальні: 486DX, 32 MB RAM, рекомендовані: Pentium 2, 128 MB RAM

## Репозитарій
Пакети
1392 пакетів — база пакунків згенерована: 2009-04-16 19:39:33
2900 пакетів — на 2011-03-3 19:39:33

## Стабільні випуски
| Версія | стабільність   | дата релізу    |  |
| ------ | -------------- | -------------- |  |
| 1.0    | stable version | Квітень 2009   |  |
| 2.0    | stable version | Квітень 2009   |  |
| 3.0    | stable version | березень 2010  |  |
| 4.0    | stable version | 10 квітня 2012 |  |

## Галерея

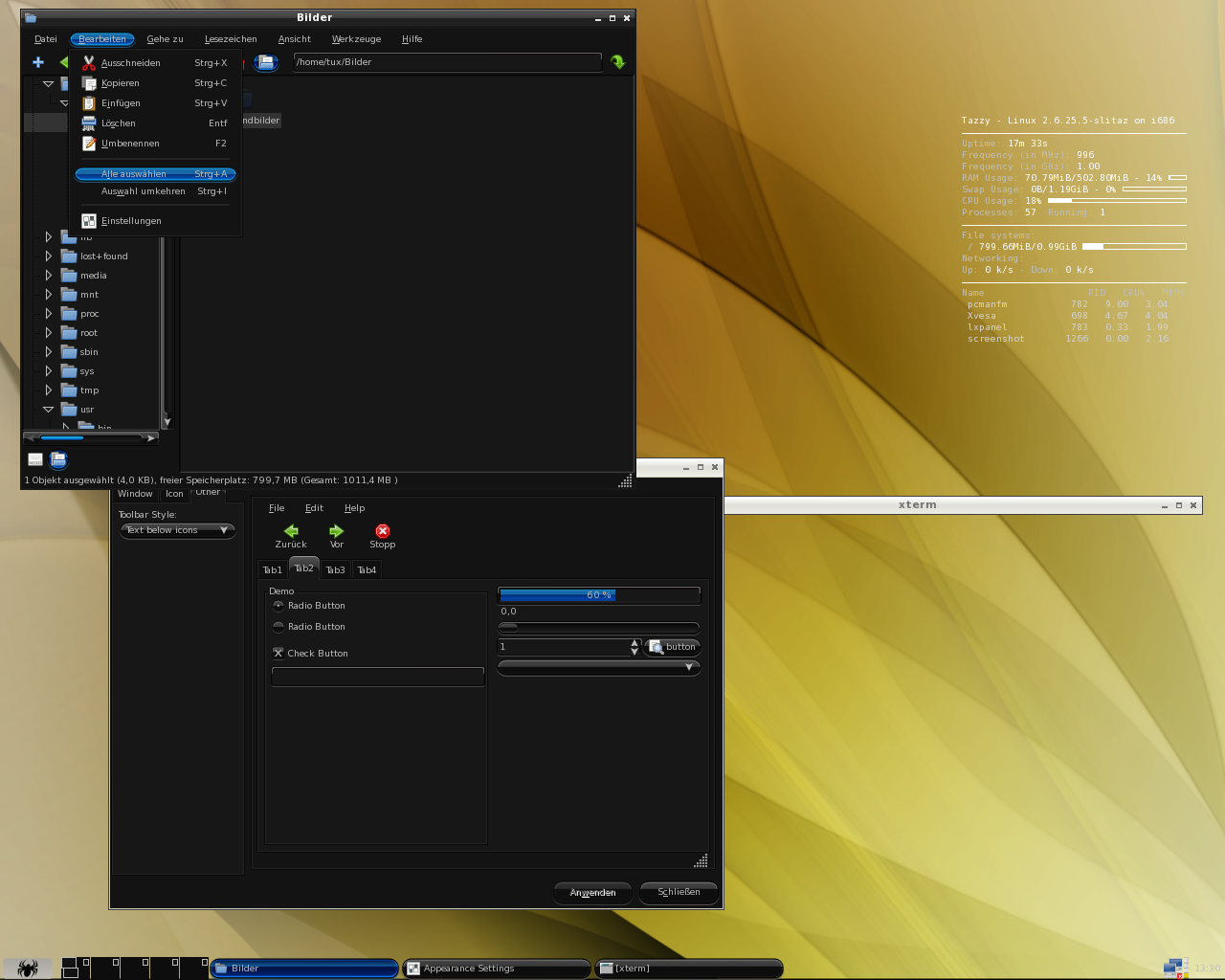
Cooking version
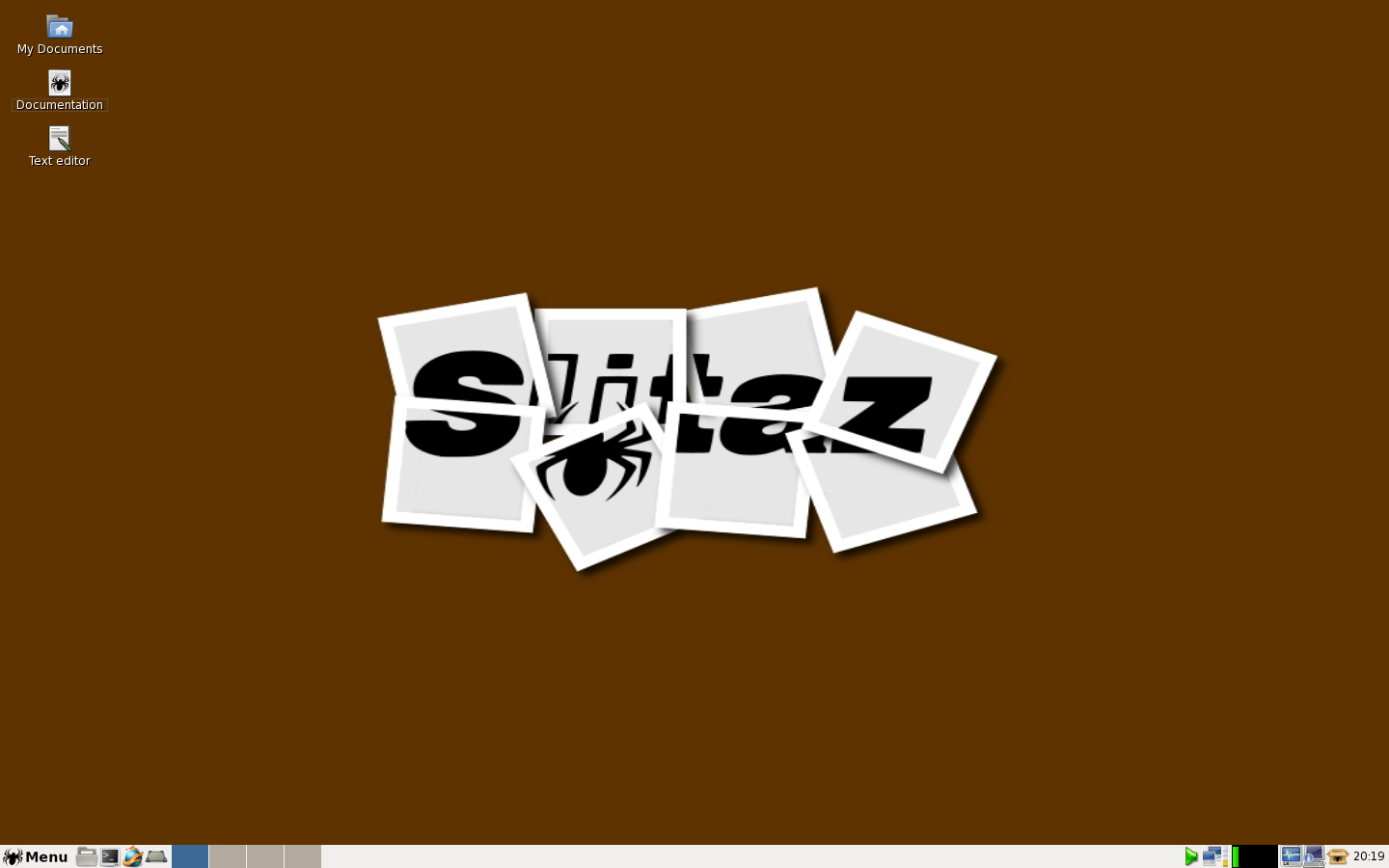
Stable vesrion 2.0